# Peter Wewengkang

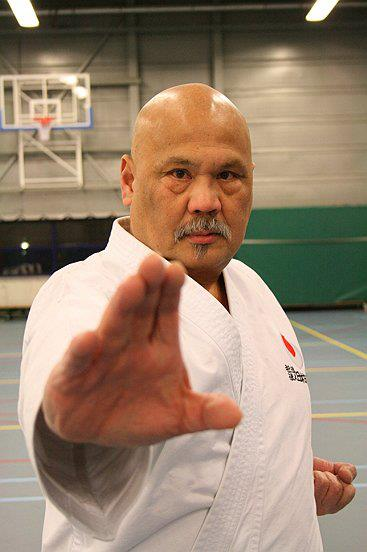
Peter Wewengkang.

Peter Wewengkang (Batavia (Nederlands-Indië), 29 november 1948 - Maastricht, 7 april 2012), 7e Dan JKA, was tot aan zijn overlijden Chief Instructor van het JKA karate (Japan Karate Assocation) in Nederland.
Als kind kwam hij al in aanraking met de Martial Arts. Toen hij acht jaar oud was, zag  hij zijn buurman in diens tuin de vechtkunst Wushu beoefenen. Na een tijdje was deze bereid hem als leerling onder zijn hoede te nemen.
Eenmaal in Nederland begon Wewengkang in 1968 met karate, hij werd de leerling van Miyazaki Sensei, die op dat moment Chief Instructor van Nederland en België was. In 1974 richtte hij zijn eigen karateschool op. Toen Miyazaki Sensei overleed, werd Wewengkang Chief Instructor van JKA Nederland.
Ook toen hij zelf niet meer meedeed aan wedstrijden, is Wewengkang is altijd blijven lesgeven in zijn eigen dojo, en bracht verschillende kampioenen voort op Nederlands-, Europees- en wereldniveau, waar hij zelf ook scheidsrechterde.
Zijn kinderen, Tamara 5e en Ramon 6e dan JKA beoefenen ook karate en geven nog steeds les aan de karateschool. Peters kinderen ontvingen in oktober 2012 uit handen van technisch directeur JKA Mori Shihan in Japan het diploma van de 7e dan voor hun vader. Deze had hij persoonlijk niet meer in ontvangst kunnen nemen, hij deed daar examen voor in augustus 2011.